# 제랄딘 나카슈
제랄딘 나카슈(프랑스어: Géraldine Nakache, 1980년 2월 16일 ~ )는 프랑스의 배우이다.

## 출연 작품
- 나와 언니와 셀린 디온 (2019, J'irai où tu iras)
- 앤드 유어 시스터 (2015)
- 로빈 후드의 진실 (2015, Robin des bois, la véritable histoire)
- 아틀리트 (2014)
- 베리 배드 걸스 (2014)
- 아스테릭스: 신들의 전당 (2014)
- 플레잉 데드 (2013)
- 누 요크 (2012)
- 플레이어스 (2012)
- 디 엔드 (2011)
- 반짝이는 모든 것 (2010)
- R.T.T. (2009)
- 뗄르망 프로쉬 (2009)
- 에브리 잭 해즈 어 질 (2009)
- 꼬메 티 에스 벨레 (2006)